# Arley Dinas
Arley Dinas (n. 16 mai 1974, Caloto⁠(d), Departamentul Cauca, Columbia) este un fost fotbalist columbian.
Între 1995 și 2004, Dinas a jucat 29 de meciuri pentru echipa națională a Columbiei.

## Statistici
| Columbia | Columbia | Columbia |
| An       | Meciuri  | Goluri   |
| -------- | -------- | -------- |
| 1995     | 2        | 0        |
| 1996     | 0        | 0        |
| 1997     | 0        | 0        |
| 1998     | 0        | 0        |
| 1999     | 1        | 0        |
| 2000     | 13       | 0        |
| 2001     | 5        | 0        |
| 2002     | 3        | 0        |
| 2003     | 0        | 0        |
| 2004     | 5        | 0        |
| Total    | 29       | 0        |